# Campyloneurum serpentinum
Campyloneurum serpentinum är en stensöteväxtart som först beskrevs av Christ, och fick sitt nu gällande namn av Ren-Chang Ching. Campyloneurum serpentinum ingår i släktet Campyloneurum och familjen Polypodiaceae. Inga underarter finns listade.